# Вильбрехт, Эрих
Эрих Вильбрехт (англ. Erich Wilbrecht) — американский биатлонист, участник зимних Олимпийских игр 1992 года.

## Карьера
Начал заниматься лыжами в подростковом возрасте, когда жил в Джексон-Хоуле, штат Вайоминг. Позже, учась Дартмутском колледже, выступал за его команду и попал в американскую сборную по биатлону.
В Кубке мира дебютировал в сезоне 1986/1987 на этапе в итальянской Антерсельве, где занял 66-е место в индивидуальной гонке и 62-е — в спринте. За четыре года участия (сезоны 86/87, 89/90, 91/92, 92/93) лучшим местом стало 51-е в индивидуальной гонке в дебютном сезоне на этапе в канадском Кэнморе.
В 1987 году впервые выступил на чемпионате мира, который проходил в американском Лейк-Плэсиде. Был заявлен только на одну гонку — спринт, в которой финишировал 55-м. За свою карьеру участвовал в четырёх чемпионатах мира. Лучшим результатом стало 55-е место в 1991 году в Лахти.
На Олимпийских играх в Альбервиле стартовал только в спринте, где, допустив по промаху на каждом огневом рубеже, занял 49-е место среди 92-х участников — лучшее в своей карьере.
После завершения карьеры биатлониста Эрих работал в компании Sotheby’s International Realty брокером по операциям с недвижимостью. Кроме того, он продолжал тренировки и выступил на двух чемпионатах мира по летнему биатлону. В 1998 году в словацком Осрблье стал 36-м в спринте. А в 2006 году в Уфе занял 21-е место в спринте и 22-е в гонке преследования. В настоящее время является директором Совета агентов по продаже недвижимости округа Титон и имеет свою компанию.
Женат, имеет двух сыновей — Риса и Макса.

## Участие в Чемпионатах мира
| Год  | Место проведения | Инд | Спр | Ком | Эст |
| 1987 | ЧМ Лейк-Плэсид   | —   | 57  | х   | —   |
| 1990 | ЧМ Минск         | 63  | 56  | 11  | —   |
| 1991 | ЧМ Лахти         | —   | 55  | —   | 9   |
| 1993 | ЧМ Боровец       | —   | 72  | —   | 16  |

## Участие в Олимпийских играх
| Год  | Место проведения | Инд | Спр | Эст |
| 1992 | Альбервиль       | —   | 49  | —   |